# Imaachar
L'Imaachar est une fête populaire et collective de type mascarade burlesque qui se célèbre chaque année la veille du 9 Muharram, durant la célébration de l'Achoura et après le brûlage du Tamashort, qui selon une légende est une mule maudite qui hante les cimetières. Cette tradition existe sous de divers noms au nord de l'Afrique tel que celui de « Boujelloud ». Le terme Imaachar, parfois orthographié « Imâachar », fait référence aux festivités qui ont lieu au sud du Maroc, dans la région d'Agadir et plus précisément dans la ville de Tiznit, ses quartiers et communes avoisinantes.
Le festival s'articule autour de prestations musicales, théâtrales, de danses, de chants, psalmodies et mascarades. Il met en scène différents personnages, marionnettes ou de figurines, quelques fois accompagnés d'animaux, dans une représentation comique, satirique, ironique, grotesque, voir sarcastique, de la vie quotidienne.